# S. P. Somtow
Œuvres principales
- Vampire Junction

S. P. Somtow, de son vrai nom Somtow Papinian Sucharitkul (thaï : สมเถา สุจริตกุล) , né le 30 décembre 1952 à Bangkok, est un romancier, réalisateur, chef d'orchestre et compositeur de musique classique thaïlandais.
C'est un des quelques écrivains thaïlandais, avec Pira Sudham, Rattawut Lapcharoensap et Pitchaya Sudbanthad, dont l’œuvre originale est écrite en anglais et non en thaïlandais.
Il a écrit plus de 40 livres, essentiellement de science-fiction, horreur et fantastique, dont au moins 13 sont traduits en français.
Il est présenté dans un article de l'International Herald Tribune comme « l'expatrié thaïlandais le plus connu à travers le monde.[source insuffisante] »

## Biographie
Somtow naît le 30 décembre 1952 à Bangkok en Thaïlande. Il est le fils de M. Sampong Sucharitkul, membre puis vice-président de la Commission du droit international des Nations unies (entre 1977 et 1986).
Il vit au Royaume-Uni à partir de ses six mois, de sorte que l'anglais est sa langue maternelle. Au début des années 1960, il passe cinq ans de son enfance en Thaïlande pendant lesquelles il apprend le thaï. Il est ensuite éduqué à Eton College et St Catharine's College à Cambridge.
Il commence sa carrière en tant que musicien. Dans les années 1970, alors qu'il est encore étudiant, son œuvre est déjà jouée sur les 4 continents.
Il est nommé représentant thaïlandais de la Ligue des compositeurs asiatiques à l'Unesco. Ses compositions avant-gardistes font cependant scandale dans son pays d'origine, ce qui provoque son départ vers les États-Unis et le début de sa carrière d'auteur de littératures de science-fiction, d'horreur et de fantastique.

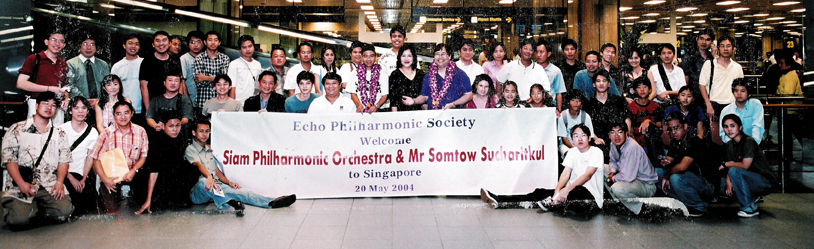
Orchestre philharmonique du Siam et Somtow Sucharitkul

Il prend alors la nationalité américaine et, des années 1980 à 2000, il écrit de très nombreuses nouvelles, plus de 30 ouvrages.
À partir des années 2000, l'essentiel de son travail se tourne de nouveau vers la musique : il est à l'origine de la compagnie de l'Opéra de Bangkok en 2001 et de l'orchestre pour les jeunes musiciens Siam Sinfonietta en 2010, il dirige l'orchestre philharmonique du Siam, compose et crée des opéras...

## Science-fiction
En tant qu'auteur de science-fiction, S.P. Somtow est connu pour plusieurs séries, parmi lesquelles Mallworld, les Chroniques de l'Inquisition et Aquila. C'est dans les années 1970 qu'il publie pour la première fois, dans les pages du Isaac Asimov's Science Fiction Magazine. Il y a régulièrement publié des nouvelles ainsi que dans Analog et Amazing Stories.

## Horreur
Dans le genre horreur, S.P. Somtow a écrit la trilogie Timmy Valentine : Vampire Junction et suite... ainsi qu'une série de nouvelles et d'histoires apparentées. Il a également été président de la Horror Writers Association (en) de 1998 à 2000. Parmi ses autres livres d'horreur : La Danse sous la lune, Dunkle Engel, Fille de vampire, Messages de l'au-delà…

## Autres travaux littéraires
Son roman semi-autobiographique Jasmine Nights publié en 1994, dont l'action se situe dans les années 1960 en Thaïlande, est son œuvre littéraire la plus connue. Ce roman a été traduit de l'anglais par Anne-Sophie Greloud sous le titre de L'année du caméléon publié aux éditions du rocher en 2005  (ISBN 2-268-05313-X) puis réédité après une traduction révisée par David Magliocco sous le titre de Galant de nuit aux éditions GOPE en mai 2018  (ISBN 979-10-91328-48-7).
S.P. Somtow a écrit de plus Les larmes du Bouddha de pierre (The Stone Buddha’s Tears, 2013), roman lui aussi sur la Thaïlande, traduit en français par Marie Armelle Terrien-Biotteau et publié aux éditions Gope en 2018, dans le cadre d’un projet international visant à donner aux enfants du monde entier un aperçu de la vie quotidienne dans différents pays sans toutefois occulter les questions sérieuses de société.

## Travaux symphoniques
Somtow Papinian Sucharitkul a composé cinq symphonies et un ballet, kaki. Il a également écrit d'autres compositions musicales dont le Requiem: In Memoriam 9/11, commandé par le gouvernement de la Thaïlande comme hommage pour les victimes des attentats du 11 septembre 2001 et est inspiré par la poésie de Walt Whitman, Emily Dickinson et T. S. Eliot.

## Opéra
Somtow Sucharitkul est le créateur de nombreux opéras :
- En 2000, il compose Madana, le premier opéra de type occidental écrit par un Thaïlandais, d'après une pièce de théâtre du roi Rama VI[13] ;
- En 2003, il présente ensuite son deuxième opéra Mae Naak basé sur une histoire de fantômes thaïlandais très populaire, une légende adaptée plus de 25 fois au cinéma incluant les célèbres films  Nang Nak de Nonzee Nimitbutr et Pee Mak de Banjong Pisanthanakun[14] ;
- En novembre 2006, il crée  Ayodhya, son troisième opéra basé sur un épisode de l'épopée mythologique du Ramayana / Ramakien[15] ;
- Le 15 octobre 2010, à Houston, il donne la première représentation de son quatrième opéra The Silent Prince, puis le joue en 2012 à Bangkok et en 2016 à Bayreuth en Allemagne[16] ;
- En 2011, à Bangkok, son cinquième opéra, Dan no ura (évoquant la bataille homonyme qui se déroula au Japon au XIIe siècle[17]), est programmé[18],[19] ;
- En 2013, il réalise un opéra-ballet narratif  racontant l'histoire de la légendaire reine guerrière du XVIe siècle Suriyothai[20],[21] (histoire bien connue adaptée aussi au cinéma dans le film Suriyothai de Chatrichalerm Yukol) ;
- etc.

Directeur artistique de l'opéra de Bangkok, Somtow : 
- conduit en 2006 la première représentation de L'Or du Rhin de Wagner dans le Sud-Est asiatique et projette de produire le cycle entier de L'Anneau du Nibelung dans la région[22] ; suit La Walkyrie en 2007...
- crée en 2012 l'opéra The Silent Prince racontant l'une des réincarnations du Bouddha[23] et décide de produire un cycle issu des Jatakas racontant 10 des vies antérieures du Bouddha Siddhartha Gautama (Pali : Mahānipāta jātaka / Anglais : The Ten Great Birth Stories of the Buddha / Thaï : มหานิบาตชาดก ทศชาติชาดก ou พระเจ้าสิบชาติ): suivent alors les opéras Pahajanaka, Buridat - The Dragon Lord, (Phra) Nemiraj - Chariot of Heaven[24], Suwana Sama - The Faithful Son en 2017[25],[26]...
- conduit en 2024 la représentation de La Walkyrie (Die Walküre) de Wagner[27]

Opéra de Bangkok
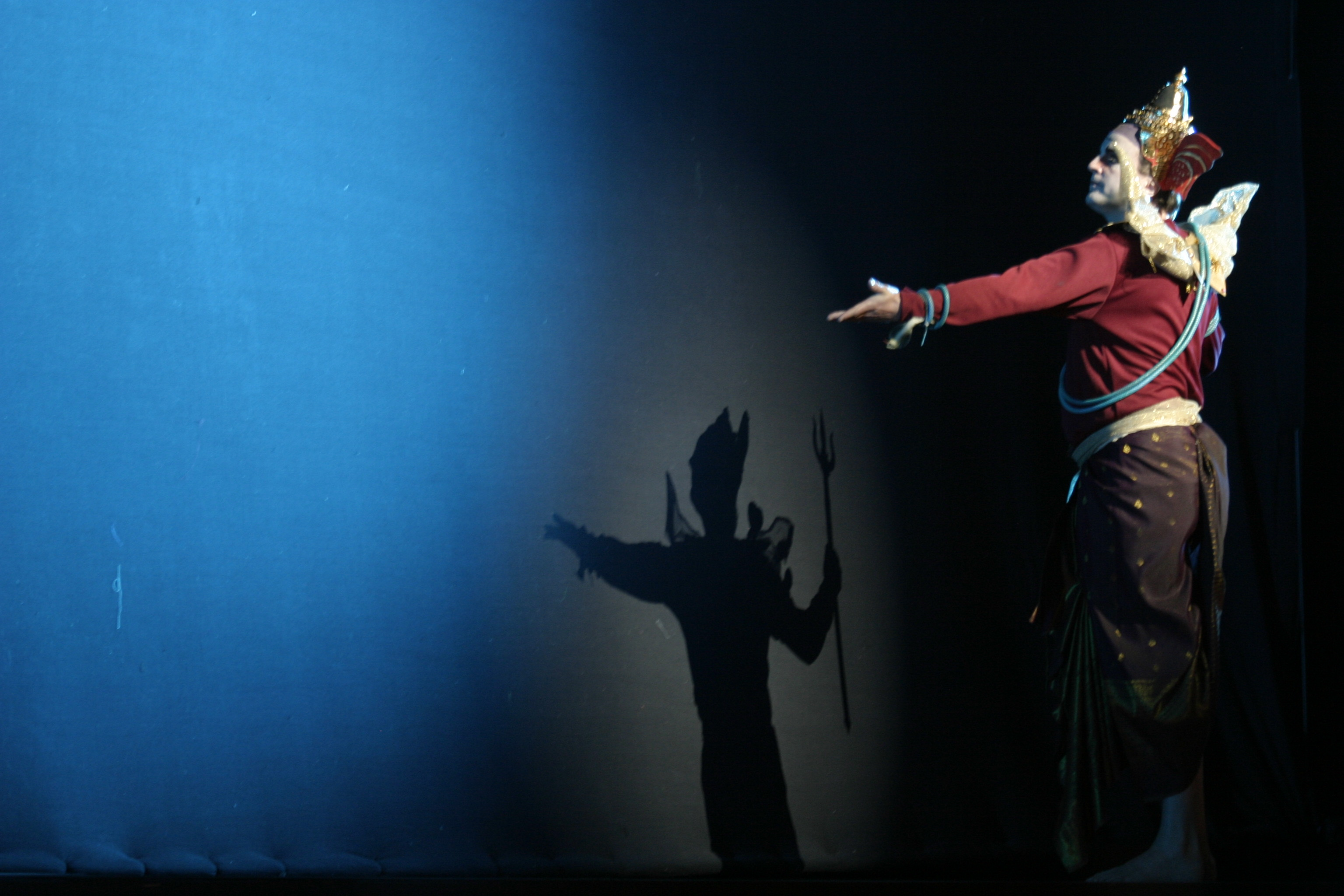
Ayodhya de Somtow (2006) avec Michael Chance (Ganesha)
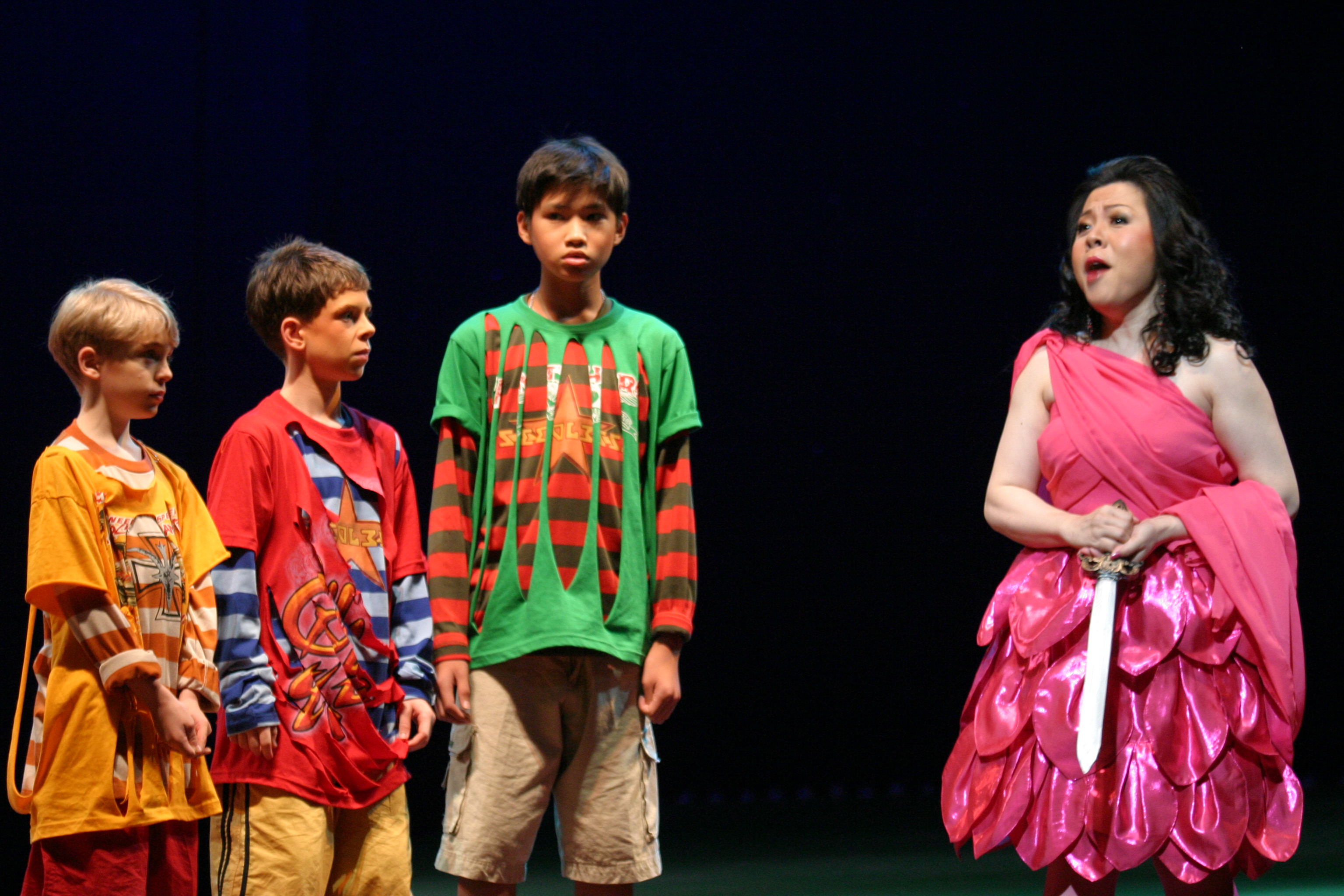
La flûte enchantée de Mozart (2006) avec Nancy Yuen (Pamina)
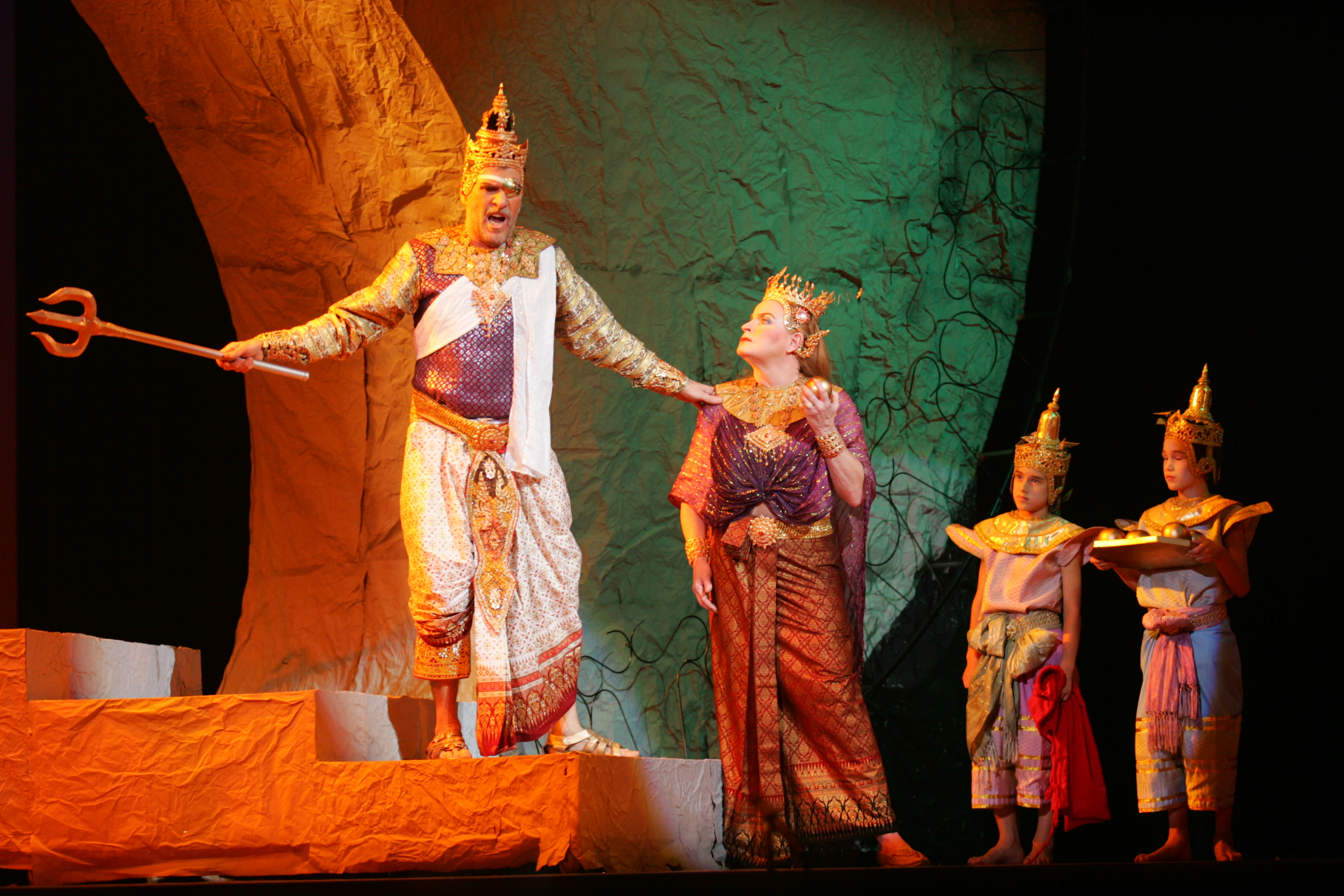
L'or du Rhin de Wagner (2006)

## Télévision et cinéma
Somtow a par ailleurs été de nombreuses fois présentateur de talk-show sur la chaîne Sci Fi Channel, de même que voix-off sur des documentaires sur TLC et History Channel.
Il est aussi attiré par le cinéma : il est l'auteur-réalisateur du film d'horreur à petit budget The Laughing Dead en 1989 et de Ill met by moonlight en 1994, adaptation moderne du Songe d'une nuit d'été de William Shakespeare ; et, pendant la crise due à l'épidémie de Covid-19, il réalise avec le cinéaste expérimenté Paul Spurrier et l'acteur David Asavanond le film The Maestro : A Symphony of Terror, film qui sort sur les écrans en Thaïlande en février 2022,,,.

## Prix littéraires
- Prix Astounding du meilleur nouvel écrivain 1979.
- Prix Locus du meilleur premier roman 1981 pour Starship & Haiku.
- Prix World Fantasy du meilleur roman court 2002 pour The Bird Catcher.

## Œuvres littéraires traduites en français

### Recueil de nouvelles de science-fiction«Mallworld»
- Mallworld graffitti, Denoël, coll. « Présence du futur » no 366, 1983 ((en) Mallworld, 1981), trad. Jacques Chambon, 288 p.Sous le nom de Somtow Sucharitkul.
- Mallworld, Gallimard, coll. « Folio SF » no 172, 2004 ((en) The Ultimate Mallworld, 2000), trad. Jacques Chambon et Gilles Goullet, 480 p.

S.P. Somtow a continué de révisé Mallworld en 2013 sous le titre The Ultimate, Ultimate, Ultimate Mallworld et en 2020 avec Beyond Mallworld.
- Le Côté noir de Mallworld (1981)

### Cycle de space operaChroniques de l'Inquisition(Inquestors)
- Lumière sur le détroit, Denoël, coll. « Présence du futur » no 379, 1984 ((en) Light on the Sound, 1982), trad. Jean-Paul Martin, 320 p.  (ISBN 2-207-30379-9)
- Le Trône de folie, Denoël, coll. « Présence du futur » no 399, 1985 ((en) The Throne of Madness, 1983), trad. Luc Carissimo, 320 p.
- Les Chasseurs d'utopies ((en) Utopia Hunters, 1984)
- Le Vent des ténèbres, Denoël, coll. « Présence du futur » no 450, 1985 ((langue non reconnue : eng) The Darkling Wind, 1985), trad. Luc Carissimo, 448 p.

#### Traduction du cycle desChroniques de l'Inquisitioncomplétées et harmonisées par Gilles Goullet
1. Chroniques de l'Inquisition tome 1, Denoël, coll. "Lune d'encre" no 67, 704 p., 2005 : contient Lumière sur l'abîme (ex Lumière sur le détroit) et Trône de folie précédemment publiés chez Denoël sous le nom de Somtow Sucharitkul, présentés dans des versions révisées par l'auteur en 1986 et harmonisées par Gilles Goullet qui a, en outre, traduit les parties manquantes dans la 1re édition française ;
2. Chronique de l'Inquisition tome 2, Denoël, coll. "Lune d'encre" no 68, 880 p., 2005 : contient Les chasseurs d'utopie, jusqu'alors pas encore traduit, et le roman Le vent des ténèbres précédemment publié chez Denoël.

### Trilogie de Timmy  Valentine, histoires de vampires
1. Vampire Junction, Gallimard, coll. « Folio SF » no 259, 2006 ((en) Vampire Junction, 1984), trad. Michel Deutch, 608 p.
2. Valentine, Gallimard, coll. « Folio SF » no 266, 2007 ((en) Valentine, 1992), trad. Michel Demuth, 512 p.
3. Vanitas, Gallimard, coll. « Folio SF » no 273, 2007 ((en) Vanitas, 1995), trad. Marie de Prémonville, 528 p.

### SérieThe Crow
1. The Crow Tome 4 : le temple de la nuit, Pocket, coll. « Terreur » no 9267, 2002 ((en) Temple of Night, 1999), trad. Jean-Claude Mallé, 284 p.

### Autres livres traduits en français
- Messages de l'au-delà, Pocket, coll. " Pocket Junior Frissons", 1994 (Forgetting Places, 1987), 256 p.
- La danse de la lune, J'ai lu, coll. "Épouvante" no 4405, 1998 (Moon Dance, 1989), trad. Marie-Catherine Caillava, 494 p.
- Fille du vampire, Pocket Jeunesse, coll. "Pocket Junior Frissons", 1999 (The Vampire’s Beautiful Daughter, 1997), trad. Claude Califano, 192 p.
- L'année du caméléon, éditions du rocher, 2005, trad. Anne-Sophie Greloud, 406 p.  (ISBN 2-268-05313-X) puis réédité Galant de nuit, éditions GOPE, 2018, trad. révisée par David Magliocco, 410 p.  (ISBN 979-10-91328-48-7) (Jasmine Nights, 1994)
- Les larmes du Bouddha de pierre, éditions Gope, 2018, trad. par Marie Armelle Terrien-Boitteau, 136 p.  (ISBN 979-10-91328-65-4) (The Stone Buddha’s Tears, 2013)

### Autres livres en anglais pas encore traduits en français
- Starship and Haiku, Timescape / Pocket Books, 1981  (ISBN 0-671-83601-3) (Somtow Sucharitkul)
- The Fallen Country, Bantam Spectra, 1986  (ISBN 0-553-25556-8) (Somtow Sucharitkul)
- The Shattered Horse, Tor, 1986  (ISBN 0-312-93730-X)
- Fiddling for Waterbuffaloes, Pulphouse Publishing, 1992  (ISBN 1-56146-547-X)
- The Wizard’s Apprentice, Atheneum / Macmillan, 1993  (ISBN 0-689-31576-7)
- Darker Angels, Gollancz, 1997  (ISBN 0-575-06122-7)
- Bluebeard’s Castle, iUniverse, 2003  (ISBN 0595659128)
- The Other City of Angels, Diplodocus Press, 2007  (ISBN 978-0-9800149-0-7)